# Емануел Рива
Емануел Рива (фр. Emmanuelle Riva; Шенимениј, 27. фебруар 1927 — Париз, 27. јануар 2017), рођена као Полет Жермен Рива, била је француска глумица и песникиња. Своју прву главну улогу остварила је у хваљеном филму Хирошима, љубави моја (1959) Алена Ренеа. Остварила је значајне улоге у филмовима Тереза Дескерју (1962), Леон Морин, свештеник (1962) и Три боје: плаво (1993). Са својих 85 година постала је најстарија глумица номинована за Оскара за најбољу главну глумицу у филму Љубав.